# Miro Oman
Miro Oman (ur. 11 stycznia 1936 w Tržiču, zm. 15 lipca 2012) – jugosłowiański skoczek narciarski, uczestnik Zimowych Igrzysk Olimpijskich 1964 w Innsbrucku.
W 1959 w Zell am See został akademickim mistrzem świata.
W 1964 roku wystartował w konkursach zimowych igrzysk olimpijskich. W zawodach na skoczni normalnej zajął 47. miejsce, a na obiekcie dużym był 36.
W lutym 1962 uczestniczył w mistrzostwach świata w narciarstwie klasycznym. W konkursie skoków na skoczni K-90 zajął 35. miejsce, a na skoczni K-60 był 40.
W latach 1959–1966 startował w konkursach Turnieju Czterech Skoczni. Dwukrotnie plasował się w czołowej dwudziestce konkursów - 6 stycznia 1960 w Bischofshofen był dziewiętnasty, a 1 stycznia 1963 w Garmisch-Partenkirchen piętnasty.

## Osiągnięcia

### Igrzyska olimpijskie
| Igrzyska        | Data             | Skocznia | Konkurs | Skok 1    | Skok 1 | Skok 2    | Skok 2 | Skok 3    | Skok 3 | Nota łączna | Miejsce | Strata | Zwycięzca        | Źródło |
| Igrzyska        | Data             | Skocznia | Konkurs | Odległość | Nota   | Odległość | Nota   | Odległość | Nota   | Nota łączna | Miejsce | Strata | Zwycięzca        | Źródło |
| --------------- | ---------------- | -------- | ------- | --------- | ------ | --------- | ------ | --------- | ------ | ----------- | ------- | ------ | ---------------- | ------ |
| 1964, Innsbruck | 31 stycznia 1964 | normalna | ind.    | 70,0      | 93,3   | 69,0      | 87,6   | 65,0      | 84,9   | 180,9       | 47.     | 49,0   | Veikko Kankkonen | [ 7 ]  |
| 1964, Innsbruck | 9 lutego 1964    | duża     | ind.    | 80,5      | 89,4   | 79,0      | 92,2   | 76,0      | 93,3   | 185,5       | 36.     | 45,2   | Toralf Engan     | [ 8 ]  |

### Mistrzostwa świata
| Mistrzostwa    | Data           | Skocznia | Konkurs | Skok 1    | Skok 1 | Skok 2    | Skok 2 | Skok 3    | Skok 3 | Nota łączna | Miejsce | Strata | Zwycięzca        | Źródło |
| Mistrzostwa    | Data           | Skocznia | Konkurs | Odległość | Nota   | Odległość | Nota   | Odległość | Nota   | Nota łączna | Miejsce | Strata | Zwycięzca        | Źródło |
| -------------- | -------------- | -------- | ------- | --------- | ------ | --------- | ------ | --------- | ------ | ----------- | ------- | ------ | ---------------- | ------ |
| 1962, Zakopane | 21 lutego 1962 | normalna | ind.    | 59,5      | 89,5   | 60,5      | 90,5   | 66,0      | 100,0  | 190,5       | 40.     | 33,1   | Toralf Engan     | [ 4 ]  |
| 1962, Zakopane | 25 lutego 1962 | duża     | ind.    | 78,5      | 85,9   | 89,5      | 97,5   | 90,5      | 99,0   | 196,5       | 35.     | 44,9   | Helmut Recknagel | [ 5 ]  |